# Itō (Shizuoka)
Itō  (japanisch 伊東市, -shi) ist eine Stadt in der japanischen Präfektur Shizuoka.

## Lage
Itō liegt südlich von Atami und nördlich von Shimoda auf der Halbinsel-Izu und ist für ihre Onsen (Thermalquellen) berühmt.

## Übersicht
Itōs mildes Klima und seine Thermalquellen habe die Stadt zu einem beliebten Erholungsort gemacht. Itō ist auch der Ausgangspunkt für Tiefsee-Fischerei. Die Stadt liegt Fuji-Hakone-Izu-Nationalpark. Weiter gibt es einen Marine-Park, einen Kaktus-Park und Orte von historischer Bedeutung in Verbindung mit Minamoto no Yoritomo, Nichiren und William Adams.

## Verkehr

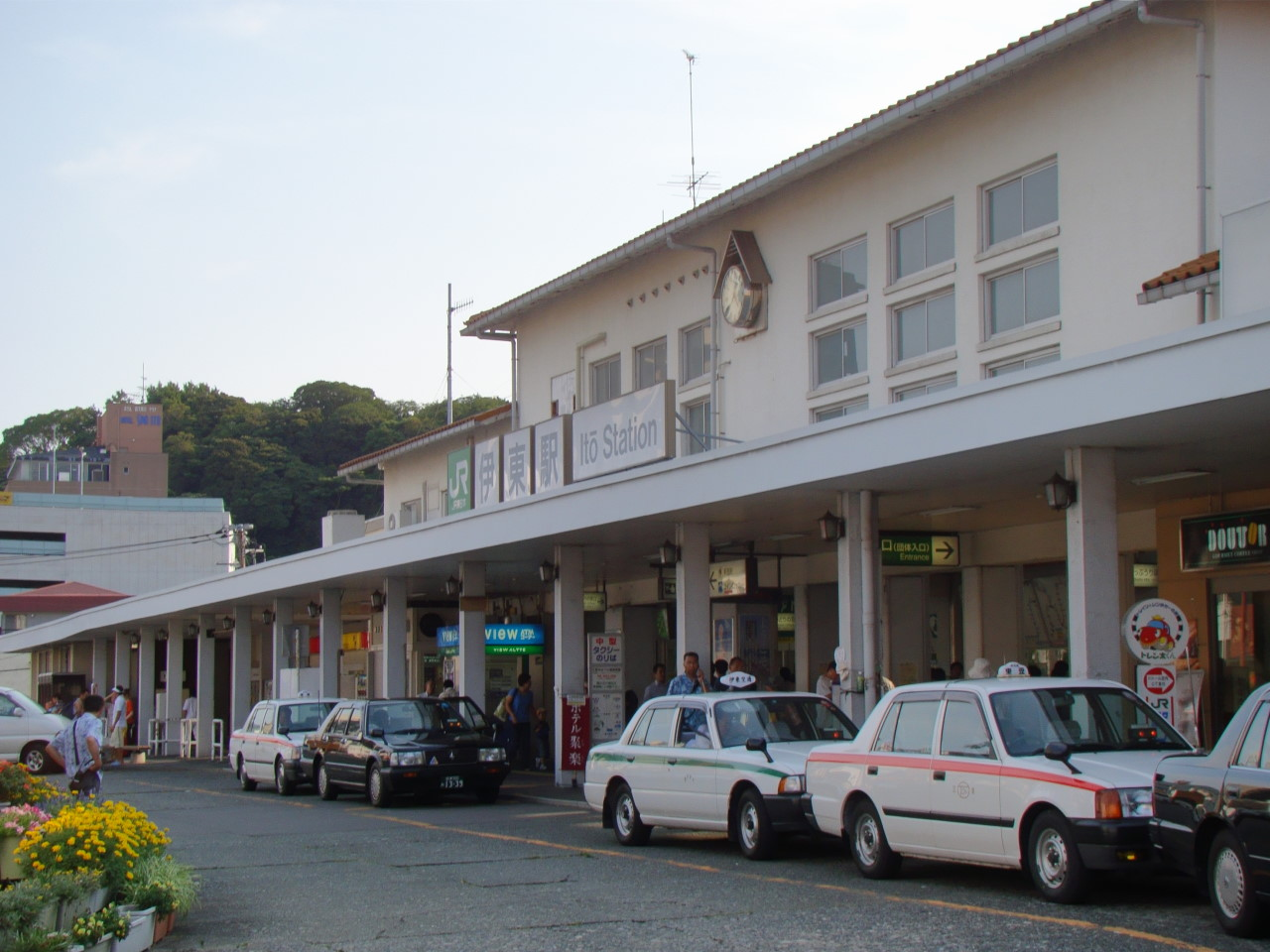
Bahnhof Itō

Die Stadt ist über die Nationalstraße 135 erreichbar. Der Bahnhof Itō ist Ausgangspunkt der Itō-Linie nach Atami und der Izu-Kyūkō-Linie nach Shimoda.

## Sehenswürdigkeiten
- Itō-Onsen (Thermalquellen)
- Ippeki-See
- Izu-Shaboten-Zoo
- Monomizuka Park (大原物見塚公園)

## Städtepartnerschaften
- Rieti, Italien – seit 1982
- Borough of Medway (Vereinigtes Königreich) – seit 1982

## Angrenzende Städte und Gemeinden
- Atami
- Izu
- Izunokuni
- Higashiizu

## Söhne und Töchter der Stadt
- Ichirō Ogimura (1932–1994), Tischtennis-Weltmeister
- Yōko Mori (1940–1993), Schriftstellerin
- Rikiya Uehara (* 1996), Fußballspieler

## Weblinks

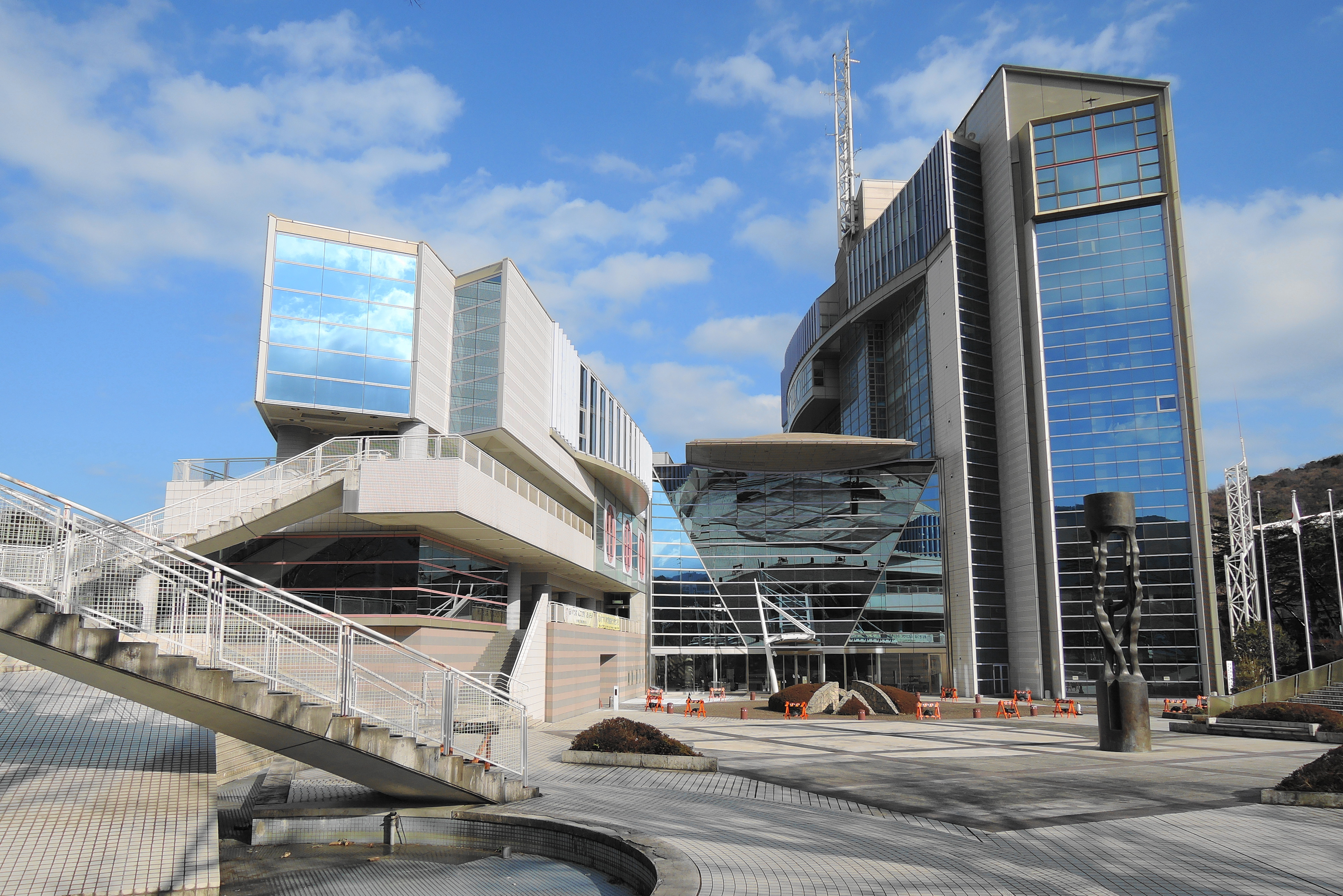
Rathaus von Ito, Präfektur Shizuoka, Japan